# Magazin (album)
Magazin šesti je studijski album hrvatskog pop sastava Magazina, koji je izašao 1987. godine. Objavila ga je diskografska kuća Jugoton. Objavljen je na LP-u i kazeti.
Stihove su pisali Nenad Ninčević, Marina Tucaković i Zvonimir Stipičić, a Tonći Huljić i Zdenko Runjić. Mato Došen je aranžirao i producirao album.

## Popis pjesama
Podatci prema:
Prvih pet pjesama je na A strani, a drugih pet na B strani.
| Br. | Skladba                       | Trajanje |
| --- | ----------------------------- | -------- |
| 1.  | »Ti si želja mog života«      |          |
| 2.  | »Propjevat će svi«            |          |
| 3.  | »Uvenut' će ružmarin«         |          |
| 4.  | »Amadeus«                     |          |
| 5.  | »Kako sam te voljela«         |          |
| 6.  | »Tri sam ti zime šaptala ime« |          |
| 7.  | »Sve bi me curice ljubile«    |          |
| 8.  | »Manuela«                     |          |
| 9.  | »Stani, stani«                |          |
| 10. | »Idu dani«                    |          |